# 永安城 (北京市)
永安城是明朝为加强对皇陵的守备而修筑的一座城郭，昌平镇的前身。

## 历史
明朝以前，昌平县县城位于今昌平城南街道旧县村。明景泰元年（1450年）春，为加强对皇陵的守备，于正月辛巳（1月18日）在天寿山以南筑永安城。据《明实录·代宗实录》记载，其周长为十二里，接近正方形，驻长陵、献陵、景陵三卫官军。景泰二年十月己卯（1451年11月7日），永安城初具规模。三年后，昌平县治所、儒学、仓库由旧县迁往永安城。由此，永安城成为一座兼具军事、行政功能的城。后因陵卫增多，又在城南筑一城相连。崇祯九年，兵部侍郎张元佐将旧城南墙拆除，用其砖石修补东城门楼，两城遂合为一城，成为长方形。昌平镇即以此为基础发展起来。

## 现状
永安城所有城墙均已不存，现昌平镇东、西、南、北四条环路即修建于原护城河（及其延长线）之上。初始时的方形城南城墙位于今政府街南侧。鼓楼“谯楼”位于现鼓楼东、西、南、北街交叉处，也于1971年被拆除。（1955年的电影《平原游击队》即是在该处取景，片中即可看到谯楼的原貌。）原城隍庙位于今政府街邮局内，为昌平区文保单位。原文庙位于今昌平二中，其大成殿于1995年因学校扩建校舍而遭拆除，现仅存两棵柏树。原县衙即位于今昌平区政府，无遗存。